# Bloedbaden in Sabra en Shatila
De Bloedbaden in Sabra en Shatila vonden plaats vanaf 16 tot 18 september 1982 in het Palestijnse vluchtelingenkamp Shatila en de aangrenzende wijk Sabra in de Libanese hoofdstad Beiroet. Naar schatting werden 700-3500 personen, hoofdzakelijk burgers, vermoord door een Libanese falangisten-militie onder het commando van Elie Hobeika. Het vluchtelingenkamp werd belegerd door het Israëlische leger waardoor niemand uit het kamp kon vluchten.

## Achtergrond
Na de Zesdaagse Oorlog van 1967 ontstond een georganiseerde Palestijnse bevrijdingsbeweging. Dit resulteerde in Israël die militair reageerde, waarbij de Libanese bevolking ook het slachtoffer werd.
De extremistische christelijk-Libanese falangisten dulden geen Palestijnse burgers op hun grondgebied. Het waren ook confrontaties tussen Libanese Falangisten en Palestijnen die in 1975 hadden geleid tot het uitbreken van de Libanese Burgeroorlog. Sommige Palestijnse strijdmilities vormden bondgenootschappen met de sjiitische moslims van Hezbollah, maar streden om de hegemonie in Beiroet met de eveneens sjiitische Amal-militie.
In 1982 voerde Israël een invasie uit in Libanon en trok in september West-Beiroet binnen. Ariel Sharon, toenmalig minister van Defensie, liet de kampen in West-Beiroet omsingelen.
Op 14 september 1982 hield de toenmalige net verkozen Libanese christelijke en pro-Israëlische president Bashir Gemayel in Dayr-Salib een toespraak waarin hij ervoor pleitte dat de christelijke bevolking van Libanon niet zou wijken voor "islamitische overheersing'" (zie ook dhimmitude). Diezelfde middag werden hij en 25 anderen door middel van een bomaanslag in de wijk Achrafieh in Beiroet om het leven gebracht. Op een persconferentie bekende de christelijk Maroniet Habib Shartouni de aanslag te hebben gepleegd als wraak voor het verraad van Gemayel, die "het land verkocht aan Israël". Habib Shartouni, een militant van de Syrische Socialistische Nationalistische Partij, kon daarvoor rekenen op de medewerking van de Syrische Inlichtingendienst. Shartoun werd aangehouden door de Forces Libanaises en zonder enige vorm van proces acht jaar opgesloten in de gevangenis van Roumieh. Op 13 oktober 1990 kon hij tijdens een ultiem offensief van de Syrische strijdkrachten in Libanon ontsnappen uit de gevangenis. Omdat, onterecht zoals later zou blijken, de PLO verantwoordelijk werd geacht voor de aanslag, werd de moord op Bashir Gemayel gezien als de aanleiding voor de massamoord door de christelijke falangisten op de Palestijnse vluchtelingenkampen.

## De bloedbaden
Op de avond van 16 september 1982 trok de Special Force, een extreem gewelddadige militie onder het commando van Elie Hobeika, de kampen binnen. De Special Force was een falangistische splintergroepering gevormd door strijders die omwille van hun ongedisciplineerd en eigengereid optreden uit de Forces Libanaises waren geweerd. Tijdens 36 tot 48 uren slachtten de 'Young Man', zoals de militie ook werd genoemd, inwoners van de vluchtelingenkampen af, terwijl het Israëlische leger vluchtwegen controleerde en door middel van vuurpijlen nachtverlichting verstrekte.
Een eenheid van 150 falangisten verzamelde zich om 4:00 's middags (de journalist Robert Fisk citeert Saad Haddad dat er ook enkele krijgers van Hadads militie tussen zaten). Deze militiemannen waren bewapend met geweren, messen en bijlen. Zij trokken de kampen binnen om 6:00 uur 's middags. Een falangisten-officier rapporteerde 300 doden, onder wie burgers, aan een Israëlische commandopost om 8:00 uur, en meer rapporten over doden volgden die nacht. Sommige van deze rapporten werden doorgestuurd aan de Israëlische regering en werden door meerdere Israëlische hoogwaardigheidsbekleders gezien.
Het bloedbad eindigde officieel om 5:00 's nachts op 18 september, maar de falangistische militie was aanwezig in de kampen tot 8:00 's ochtends. De eerste buitenlandse journalisten die toegelaten werden tot de kampen om 9:00 uur, vonden honderden lijken verspreid over het kamp, vele van hen verminkt en verkracht. Het eerste officiële nieuws over de bloedbaden werd rondom het middaguur verspreid.
De schattingen over het aantal slachtoffers lopen sterk uiteen, van 700 tot 3500. Volgens het Nederlands ministerie van Buitenlandse Zaken ging het om "ruim duizend" slachtoffers. De Verenigde Naties veroordeelden het bloedbad en bestempelden het als "genocide".

## Juridisch onderzoek in Israël
In Israël werd na een protest van 300.000 mensen in Tel Aviv via een speciale wet een juridische commissie in het leven geroepen om "alle feiten en oorzaken te onderzoeken die verbonden zijn aan de gruwelijke daden, gepleegd door Libanese strijdkrachten, tegen de civiele bevolking in de vluchtelingenkampen Sabra en Shatila". De president van het hooggerechtshof, die wettelijk de leden van juridische commissies benoemt, stelde zichzelf aan als voorzitter (hetgeen gebruikelijk is bij belangrijke vraagstukken). Andere leden in de Kahan-commissie waren Aharon Barak, toen rechter in het hooggerechtshof (later, 1995-2006, diens president), en reservegeneraal Yona Efrat. 
De omstreden commissie publiceerde op 7 februari 1983 de conclusies, waaronder:
- Er zijn geen bewijzen gevonden voor directe betrokkenheid van het Israëlisch defensieleger in het bloedbad.
- Officieren in het Israëlische leger hadden op een gegeven moment in de gaten dat er een bloedbad gaande was en hebben niet hard genoeg opgetreden om er een einde aan te maken.
- De Israëlische minister van Defensie, Ariel Sharon, is verantwoordelijk voor het niet voorzien van het gevaar dat de falangisten wraakacties in de kampen zouden kunnen houden na de moord op president-elect Bashir Gemayel.

De commissie adviseerde dat Ariel Sharon zijn functie als minister van Defensie zou neerleggen. De toenmalige minister van Buitenlandse Zaken, Yitzhak Shamir, de opperbevelhebber van het leger, Rafael Eitan, en vier andere hoge officieren, werden door de commissie berispt. Rafael Eitan hoefde niet af te treden omdat hij toch aan het einde van zijn termijn was. Ook premier Menachem Begin kreeg kritiek. Ariel Sharon weigerde af te treden, maar een besluit van de Israëlische regering maakte hem tot minister zonder portefeuille.
In 2012 kwam een geheime bijlage bij het rapport boven water. Het bevatte nieuwe details over discussies van de Israëlische Mossad en de militaire inlichtingendienst met Libanese bondgenoten in Beiroet om "de stad te zuiveren van terroristen", als onderdeel van een bredere politieke demografische agenda, evenals commissie-getuigenissen van hooggeplaatste Israëlische functionarissen en interne notulen van het Israëlische kabinet over de consequenties van het geweld, waarmee het lot van honderden onschuldige Palestijnse burgers werd bepaald.

## Sabra en Shatila na de Israëlische invasie
Israël begon zich terug te trekken uit Beiroet kort nadat het nieuws openbaar werd. De bescherming van de kampen viel onder Italiaanse vredestroepen. Toen zij werden aangevallen, verlieten de Italiaanse troepen Libanon. De controle over de kampen viel nu onder de Libanese Amal-milities.
In 1985 viel Amal de Palestijnen en de PLO aan. Vanaf dat jaar begon Amal een belegering van Sabra en Shatila die drie jaar duurde. Aan het einde van de belegering, en na een strijd tussen Palestijnse krachten, leefden nog maar zeven Palestijnse families in de twee kampen.

## Elie Hobeika na de bloedbaden
Drie jaar na de bloedbaden, in 1985, werd Elie Hobeika oppercommandant van de "Libanese strijdkrachten" (de gezamenlijke falangemilities; niet het Libanese leger), maar op 15 januari 1986 werd hij afgezet door Samir Geagea omdat hij een verdrag had getekend met Syrië en nauwe betrekkingen met dat land onderhield. Hobeika en aanhangers vluchtten naar Damascus. Ze kwamen later terug in Libanon als een pro-Syrische factie (LF) en werden gestationeerd in Zahleh.
In 1990, na het einde van de burgeroorlog werd aan Hobeika amnestie verleend en werd hij minister voor Vluchtelingen. In oktober 1992 werd hij minister voor Sociale Zaken en Gehandicapten en in 1993 en opnieuw in 1996 werd hij benoemd tot minister van Elektriciteit en Water. In 1999 publiceerde Hobeika's voormalige assistent, Robert Hatem, een boek dat licht scheen op Hobeika's betrokkenheid bij misdaad en corruptie. 
Hobeika werd vermoord door een autobom, samen met zijn chauffeur en lijfwachten, op 24 januari 2002 in Beiroet (twee dagen nadat hij een bezoek had gebracht aan Vincent Van Quickenborne, omdat Hobeika wilde getuigen tegen Sharon in de genocidewet die tegen deze laatst vermelde liep). Een onbekende groep claimde verantwoordelijkheid en noemde hem een Syrisch agent. In Palestijnse vluchtelingenkampen in Libanon klonken na de dood van Hobeika vreugdeschoten.

## Sharon vs. Time
In 1987 publiceerde Time Magazine een artikel dat impliceerde dat Sharon direct verantwoordelijk was voor het bloedbad. Sharon klaagde Time aan wegens smaad in Amerikaanse en Israëlische rechtbanken. Time won de zaak in het Amerikaanse gerechtshof omdat Sharon niet kon bewijzen dat Time uit "kwade wil" had gehandeld, zoals geëist wordt in de Amerikaanse wet. De jury oordeelde dat het artikel onjuist en lasterlijk was.

## Juridisch onderzoek in België
Het bloedbad in Sabra en Shatila bleef Sharon achtervolgen. Toen in België een Genocidewet werd aangenomen, werd (inmiddels premier) Sharon aangeklaagd bij de Belgische rechter, net als de Amerikaanse ex-president George Bush senior en de Amerikaanse minister van Buitenlandse Zaken, Colin Powell, die werden aangeklaagd vanwege de inval in Irak. Deze aanklachten kregen van de aanhangers van de aangeklaagden veel kritiek. In augustus 2003 werd de Genocidewet gewijzigd, in de zin dat er voortaan een direct verband moet zijn met België. Belgische slachtoffers zouden bijvoorbeeld aan de eis van een direct verband voldoen. Op 23 september 2003 seponeerde het Hof van Cassatie de aanklacht op grond van de nieuwe Genocidewet.